# Holostei
Gli olostei (Holostei) sono una infraclasse di pesci, in gran parte fossili, caratterizzati da uno scheletro completamente o quasi completamente ossificato e dentatura possente, e capaci di vivere in acque povere di ossigeno.

## Descrizione
Gli olostei condividono con altri pesci ossei non teleostei una quantità di caratteristiche che si riscontrano anche nei teleostei e negli squali. Rispetto all'altro gruppo attuale di attinotterigi non teleostei, i condrostei, gli olostei possiedono alcune caratteristiche che li avvicinano maggiormente ai teleostei: il paio di spiracoli tipico di squali e condrostei, negli olostei è ridotto a una struttura vestigiale, e non si aprono all'esterno. Lo scheletro, inoltre, è poco ossificato, e un sottile strato di osso ricopre uno scheletro ancora per la maggior parte cartilagineo (negli Amiidae). Nei lepisosteidi, la coda è ancora eterocerca ma non quanto avviene nei condrostei. Le amie possiedono pinne dorsali con numerosi raggi e possono respirare l'aria come avviene nei politteri. I lepisostei possiedono spesse scaglie ricoperte di ganoina, simili a quelle degli storioni, mentre le amie possiedono scaglie sottili simili a quelle dei teleostei. A causa di questo aspetto, i lepisostei sono solitamente considerati più arcaici delle amie. 
Il nome Holostei deriva dal greco: holos significa "intero" e osteon "osso", con riferimento all'ossificazione di tutto il loro scheletro, rispetto ai condrostei che invece conservano numerose parti totalmente cartilaginee.

## Classificazione
Gli olostei sono rappresentati attualmente da due ordini, gli amiiformi e i lepisosteiformi. Per lungo tempo il gruppo degli olostei è stato considerato omogeneo e monofiletico, ma successivi studi hanno ritenuto che l'ordine dei lepisosteiformi fosse più arcaico di quello degli amiiformi, e che quest'ultimo fosse più vicino ai teleostei, con i quali è spesso raggruppato in un clade noto come Halecostomi. Ricerche ancor più recenti basate sulla morfologia hanno indicato che lepisosteiformi e amiiformi potrebbero effettivamente far parte di un clade unitario (Grande, 2010), mentre altre analisi citogenetiche hanno evidenziato somiglianze tra amiiformi e teleostei, rendendo il gruppo degli olostei a tutti gli effetti parafiletico (Majtanova et al., 2017).
Di seguito è rappresentata la tassonomia dei gruppi attuali del gruppo degli olostei:
- Sottoclasse Neopterygii
  - Infraclasse HOLOSTEI
    - Ordine Amiiformes
    - Ordine Lepisosteiformes

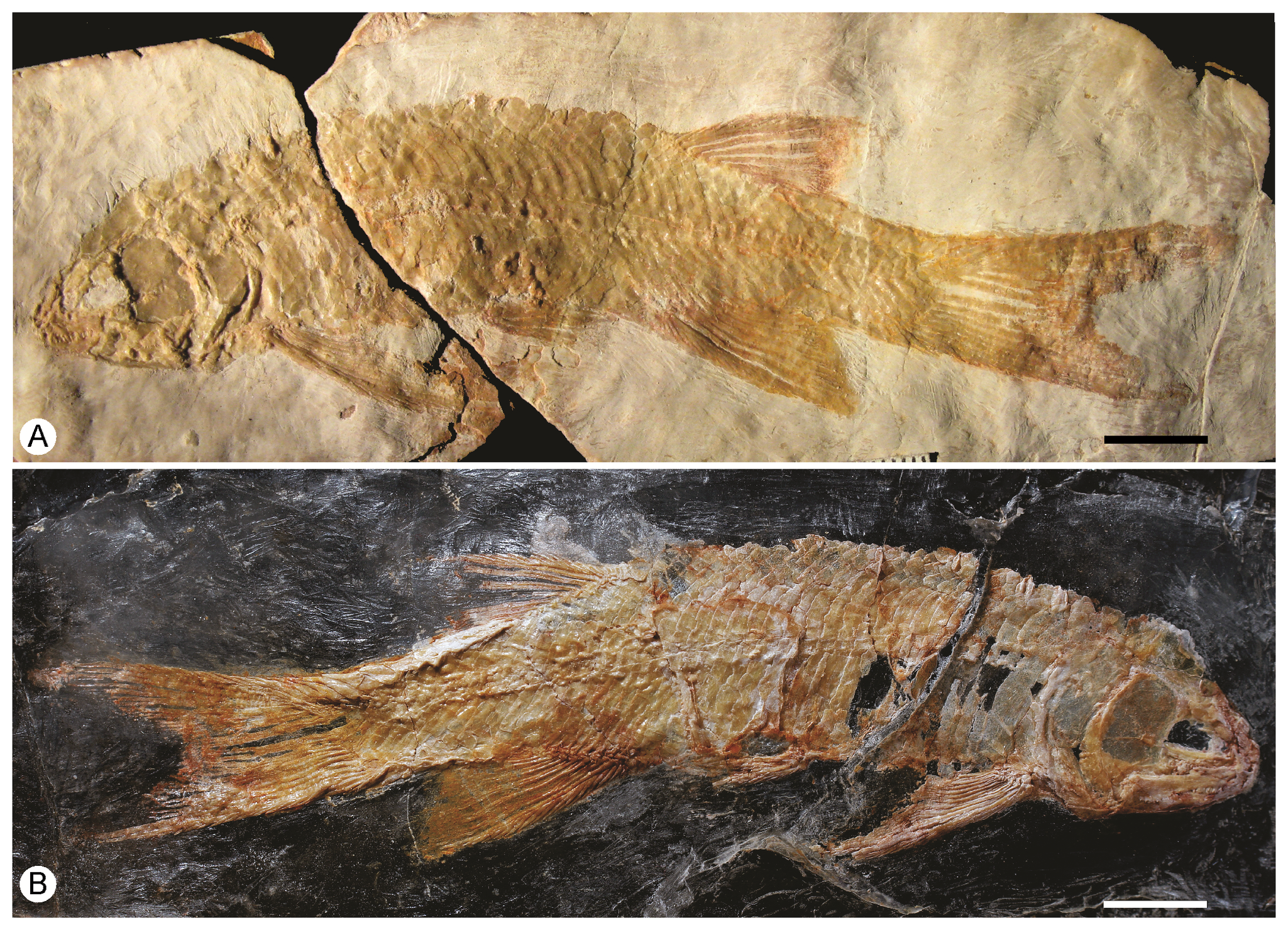
Fossile di Cipactlichthys scutatus, un olosteo estinto

Il seguente cladogramma mostra le parentele degli olostei con gli altri pesci ossei, la grande maggioranza dei quali è classificata all'interno dei teleostei. Il cladogramma è tratto dai lavori di Laurin e Reisz (1995), Near et al. (2012), Betancur et al. (2013). 
| parte dei "Chondrostei" | Acipenseriformes (storioni, pesci spatola)                                                      |
|                         | Acipenseriformes (storioni, pesci spatola)                                                      |
| Neopterygii 360 m.a.f.  | \| \| Holostei (amia, lepisostei) 275 m.a.f. \| \| \| \| \| \| Teleostei 210 m.a.f. \| \| \| \| |
|                         | \| \| Holostei (amia, lepisostei) 275 m.a.f. \| \| \| \| \| \| Teleostei 210 m.a.f. \| \| \| \| |
|                         | Holostei (amia, lepisostei) 275 m.a.f.                                                          |
|                         |                                                                                                 |
|                         | Teleostei 210 m.a.f.                                                                            |
|                         |                                                                                                 |

|  | Holostei (amia, lepisostei) 275 m.a.f. |
|  |                                        |
|  | Teleostei 210 m.a.f.                   |
|  |                                        |

| parte dei "Chondrostei" | Acipenseriformes (storioni, pesci spatola)                                                      |
|                         | Acipenseriformes (storioni, pesci spatola)                                                      |
| Neopterygii 360 m.a.f.  | \| \| Holostei (amia, lepisostei) 275 m.a.f. \| \| \| \| \| \| Teleostei 210 m.a.f. \| \| \| \| |
|                         | \| \| Holostei (amia, lepisostei) 275 m.a.f. \| \| \| \| \| \| Teleostei 210 m.a.f. \| \| \| \| |
|                         | Holostei (amia, lepisostei) 275 m.a.f.                                                          |
|                         |                                                                                                 |
|                         | Teleostei 210 m.a.f.                                                                            |
|                         |                                                                                                 |

|  | Holostei (amia, lepisostei) 275 m.a.f. |
|  |                                        |
|  | Teleostei 210 m.a.f.                   |
|  |                                        |

| parte dei "Chondrostei" | Acipenseriformes (storioni, pesci spatola)                                                      |
|                         | Acipenseriformes (storioni, pesci spatola)                                                      |
| Neopterygii 360 m.a.f.  | \| \| Holostei (amia, lepisostei) 275 m.a.f. \| \| \| \| \| \| Teleostei 210 m.a.f. \| \| \| \| |
|                         | \| \| Holostei (amia, lepisostei) 275 m.a.f. \| \| \| \| \| \| Teleostei 210 m.a.f. \| \| \| \| |
|                         | Holostei (amia, lepisostei) 275 m.a.f.                                                          |
|                         |                                                                                                 |
|                         | Teleostei 210 m.a.f.                                                                            |
|                         |                                                                                                 |

|  | Holostei (amia, lepisostei) 275 m.a.f. |
|  |                                        |
|  | Teleostei 210 m.a.f.                   |
|  |                                        |

| parte dei "Chondrostei" | Acipenseriformes (storioni, pesci spatola)                                                      |
|                         | Acipenseriformes (storioni, pesci spatola)                                                      |
| Neopterygii 360 m.a.f.  | \| \| Holostei (amia, lepisostei) 275 m.a.f. \| \| \| \| \| \| Teleostei 210 m.a.f. \| \| \| \| |
|                         | \| \| Holostei (amia, lepisostei) 275 m.a.f. \| \| \| \| \| \| Teleostei 210 m.a.f. \| \| \| \| |
|                         | Holostei (amia, lepisostei) 275 m.a.f.                                                          |
|                         |                                                                                                 |
|                         | Teleostei 210 m.a.f.                                                                            |
|                         |                                                                                                 |

|  | Holostei (amia, lepisostei) 275 m.a.f. |
|  |                                        |
|  | Teleostei 210 m.a.f.                   |
|  |                                        |

|         | Amphibia                                                                   |
|         |                                                                            |
| Amniota | \| \| Mammalia \| \| \| \| \| \| Sauropsida (rettili, uccelli) \| \| \| \| |
|         | \| \| Mammalia \| \| \| \| \| \| Sauropsida (rettili, uccelli) \| \| \| \| |
|         | Mammalia                                                                   |
|         |                                                                            |
|         | Sauropsida (rettili, uccelli)                                              |
|         |                                                                            |

|  | Mammalia                      |
|  |                               |
|  | Sauropsida (rettili, uccelli) |
|  |                               |

|         | Amphibia                                                                   |
|         |                                                                            |
| Amniota | \| \| Mammalia \| \| \| \| \| \| Sauropsida (rettili, uccelli) \| \| \| \| |
|         | \| \| Mammalia \| \| \| \| \| \| Sauropsida (rettili, uccelli) \| \| \| \| |
|         | Mammalia                                                                   |
|         |                                                                            |
|         | Sauropsida (rettili, uccelli)                                              |
|         |                                                                            |

|  | Mammalia                      |
|  |                               |
|  | Sauropsida (rettili, uccelli) |
|  |                               |

|         | Amphibia                                                                   |
|         |                                                                            |
| Amniota | \| \| Mammalia \| \| \| \| \| \| Sauropsida (rettili, uccelli) \| \| \| \| |
|         | \| \| Mammalia \| \| \| \| \| \| Sauropsida (rettili, uccelli) \| \| \| \| |
|         | Mammalia                                                                   |
|         |                                                                            |
|         | Sauropsida (rettili, uccelli)                                              |
|         |                                                                            |

|  | Mammalia                      |
|  |                               |
|  | Sauropsida (rettili, uccelli) |
|  |                               |

|         | Amphibia                                                                   |
|         |                                                                            |
| Amniota | \| \| Mammalia \| \| \| \| \| \| Sauropsida (rettili, uccelli) \| \| \| \| |
|         | \| \| Mammalia \| \| \| \| \| \| Sauropsida (rettili, uccelli) \| \| \| \| |
|         | Mammalia                                                                   |
|         |                                                                            |
|         | Sauropsida (rettili, uccelli)                                              |
|         |                                                                            |

|  | Mammalia                      |
|  |                               |
|  | Sauropsida (rettili, uccelli) |
|  |                               |

|         | Amphibia                                                                   |
|         |                                                                            |
| Amniota | \| \| Mammalia \| \| \| \| \| \| Sauropsida (rettili, uccelli) \| \| \| \| |
|         | \| \| Mammalia \| \| \| \| \| \| Sauropsida (rettili, uccelli) \| \| \| \| |
|         | Mammalia                                                                   |
|         |                                                                            |
|         | Sauropsida (rettili, uccelli)                                              |
|         |                                                                            |

|  | Mammalia                      |
|  |                               |
|  | Sauropsida (rettili, uccelli) |
|  |                               |

|         | Amphibia                                                                   |
|         |                                                                            |
| Amniota | \| \| Mammalia \| \| \| \| \| \| Sauropsida (rettili, uccelli) \| \| \| \| |
|         | \| \| Mammalia \| \| \| \| \| \| Sauropsida (rettili, uccelli) \| \| \| \| |
|         | Mammalia                                                                   |
|         |                                                                            |
|         | Sauropsida (rettili, uccelli)                                              |
|         |                                                                            |

|  | Mammalia                      |
|  |                               |
|  | Sauropsida (rettili, uccelli) |
|  |                               |

|         | Amphibia                                                                   |
|         |                                                                            |
| Amniota | \| \| Mammalia \| \| \| \| \| \| Sauropsida (rettili, uccelli) \| \| \| \| |
|         | \| \| Mammalia \| \| \| \| \| \| Sauropsida (rettili, uccelli) \| \| \| \| |
|         | Mammalia                                                                   |
|         |                                                                            |
|         | Sauropsida (rettili, uccelli)                                              |
|         |                                                                            |

|  | Mammalia                      |
|  |                               |
|  | Sauropsida (rettili, uccelli) |
|  |                               |

|         | Amphibia                                                                   |
|         |                                                                            |
| Amniota | \| \| Mammalia \| \| \| \| \| \| Sauropsida (rettili, uccelli) \| \| \| \| |
|         | \| \| Mammalia \| \| \| \| \| \| Sauropsida (rettili, uccelli) \| \| \| \| |
|         | Mammalia                                                                   |
|         |                                                                            |
|         | Sauropsida (rettili, uccelli)                                              |
|         |                                                                            |

|  | Mammalia                      |
|  |                               |
|  | Sauropsida (rettili, uccelli) |
|  |                               |

| parte dei "Chondrostei" | Acipenseriformes (storioni, pesci spatola)                                                      |
|                         | Acipenseriformes (storioni, pesci spatola)                                                      |
| Neopterygii 360 m.a.f.  | \| \| Holostei (amia, lepisostei) 275 m.a.f. \| \| \| \| \| \| Teleostei 210 m.a.f. \| \| \| \| |
|                         | \| \| Holostei (amia, lepisostei) 275 m.a.f. \| \| \| \| \| \| Teleostei 210 m.a.f. \| \| \| \| |
|                         | Holostei (amia, lepisostei) 275 m.a.f.                                                          |
|                         |                                                                                                 |
|                         | Teleostei 210 m.a.f.                                                                            |
|                         |                                                                                                 |

|  | Holostei (amia, lepisostei) 275 m.a.f. |
|  |                                        |
|  | Teleostei 210 m.a.f.                   |
|  |                                        |

| parte dei "Chondrostei" | Acipenseriformes (storioni, pesci spatola)                                                      |
|                         | Acipenseriformes (storioni, pesci spatola)                                                      |
| Neopterygii 360 m.a.f.  | \| \| Holostei (amia, lepisostei) 275 m.a.f. \| \| \| \| \| \| Teleostei 210 m.a.f. \| \| \| \| |
|                         | \| \| Holostei (amia, lepisostei) 275 m.a.f. \| \| \| \| \| \| Teleostei 210 m.a.f. \| \| \| \| |
|                         | Holostei (amia, lepisostei) 275 m.a.f.                                                          |
|                         |                                                                                                 |
|                         | Teleostei 210 m.a.f.                                                                            |
|                         |                                                                                                 |

|  | Holostei (amia, lepisostei) 275 m.a.f. |
|  |                                        |
|  | Teleostei 210 m.a.f.                   |
|  |                                        |

| parte dei "Chondrostei" | Acipenseriformes (storioni, pesci spatola)                                                      |
|                         | Acipenseriformes (storioni, pesci spatola)                                                      |
| Neopterygii 360 m.a.f.  | \| \| Holostei (amia, lepisostei) 275 m.a.f. \| \| \| \| \| \| Teleostei 210 m.a.f. \| \| \| \| |
|                         | \| \| Holostei (amia, lepisostei) 275 m.a.f. \| \| \| \| \| \| Teleostei 210 m.a.f. \| \| \| \| |
|                         | Holostei (amia, lepisostei) 275 m.a.f.                                                          |
|                         |                                                                                                 |
|                         | Teleostei 210 m.a.f.                                                                            |
|                         |                                                                                                 |

|  | Holostei (amia, lepisostei) 275 m.a.f. |
|  |                                        |
|  | Teleostei 210 m.a.f.                   |
|  |                                        |

| parte dei "Chondrostei" | Acipenseriformes (storioni, pesci spatola)                                                      |
|                         | Acipenseriformes (storioni, pesci spatola)                                                      |
| Neopterygii 360 m.a.f.  | \| \| Holostei (amia, lepisostei) 275 m.a.f. \| \| \| \| \| \| Teleostei 210 m.a.f. \| \| \| \| |
|                         | \| \| Holostei (amia, lepisostei) 275 m.a.f. \| \| \| \| \| \| Teleostei 210 m.a.f. \| \| \| \| |
|                         | Holostei (amia, lepisostei) 275 m.a.f.                                                          |
|                         |                                                                                                 |
|                         | Teleostei 210 m.a.f.                                                                            |
|                         |                                                                                                 |

|  | Holostei (amia, lepisostei) 275 m.a.f. |
|  |                                        |
|  | Teleostei 210 m.a.f.                   |
|  |                                        |

|         | Amphibia                                                                   |
|         |                                                                            |
| Amniota | \| \| Mammalia \| \| \| \| \| \| Sauropsida (rettili, uccelli) \| \| \| \| |
|         | \| \| Mammalia \| \| \| \| \| \| Sauropsida (rettili, uccelli) \| \| \| \| |
|         | Mammalia                                                                   |
|         |                                                                            |
|         | Sauropsida (rettili, uccelli)                                              |
|         |                                                                            |

|  | Mammalia                      |
|  |                               |
|  | Sauropsida (rettili, uccelli) |
|  |                               |

|         | Amphibia                                                                   |
|         |                                                                            |
| Amniota | \| \| Mammalia \| \| \| \| \| \| Sauropsida (rettili, uccelli) \| \| \| \| |
|         | \| \| Mammalia \| \| \| \| \| \| Sauropsida (rettili, uccelli) \| \| \| \| |
|         | Mammalia                                                                   |
|         |                                                                            |
|         | Sauropsida (rettili, uccelli)                                              |
|         |                                                                            |

|  | Mammalia                      |
|  |                               |
|  | Sauropsida (rettili, uccelli) |
|  |                               |

|         | Amphibia                                                                   |
|         |                                                                            |
| Amniota | \| \| Mammalia \| \| \| \| \| \| Sauropsida (rettili, uccelli) \| \| \| \| |
|         | \| \| Mammalia \| \| \| \| \| \| Sauropsida (rettili, uccelli) \| \| \| \| |
|         | Mammalia                                                                   |
|         |                                                                            |
|         | Sauropsida (rettili, uccelli)                                              |
|         |                                                                            |

|  | Mammalia                      |
|  |                               |
|  | Sauropsida (rettili, uccelli) |
|  |                               |

|         | Amphibia                                                                   |
|         |                                                                            |
| Amniota | \| \| Mammalia \| \| \| \| \| \| Sauropsida (rettili, uccelli) \| \| \| \| |
|         | \| \| Mammalia \| \| \| \| \| \| Sauropsida (rettili, uccelli) \| \| \| \| |
|         | Mammalia                                                                   |
|         |                                                                            |
|         | Sauropsida (rettili, uccelli)                                              |
|         |                                                                            |

|  | Mammalia                      |
|  |                               |
|  | Sauropsida (rettili, uccelli) |
|  |                               |

|         | Amphibia                                                                   |
|         |                                                                            |
| Amniota | \| \| Mammalia \| \| \| \| \| \| Sauropsida (rettili, uccelli) \| \| \| \| |
|         | \| \| Mammalia \| \| \| \| \| \| Sauropsida (rettili, uccelli) \| \| \| \| |
|         | Mammalia                                                                   |
|         |                                                                            |
|         | Sauropsida (rettili, uccelli)                                              |
|         |                                                                            |

|  | Mammalia                      |
|  |                               |
|  | Sauropsida (rettili, uccelli) |
|  |                               |

|         | Amphibia                                                                   |
|         |                                                                            |
| Amniota | \| \| Mammalia \| \| \| \| \| \| Sauropsida (rettili, uccelli) \| \| \| \| |
|         | \| \| Mammalia \| \| \| \| \| \| Sauropsida (rettili, uccelli) \| \| \| \| |
|         | Mammalia                                                                   |
|         |                                                                            |
|         | Sauropsida (rettili, uccelli)                                              |
|         |                                                                            |

|  | Mammalia                      |
|  |                               |
|  | Sauropsida (rettili, uccelli) |
|  |                               |

|         | Amphibia                                                                   |
|         |                                                                            |
| Amniota | \| \| Mammalia \| \| \| \| \| \| Sauropsida (rettili, uccelli) \| \| \| \| |
|         | \| \| Mammalia \| \| \| \| \| \| Sauropsida (rettili, uccelli) \| \| \| \| |
|         | Mammalia                                                                   |
|         |                                                                            |
|         | Sauropsida (rettili, uccelli)                                              |
|         |                                                                            |

|  | Mammalia                      |
|  |                               |
|  | Sauropsida (rettili, uccelli) |
|  |                               |

|         | Amphibia                                                                   |
|         |                                                                            |
| Amniota | \| \| Mammalia \| \| \| \| \| \| Sauropsida (rettili, uccelli) \| \| \| \| |
|         | \| \| Mammalia \| \| \| \| \| \| Sauropsida (rettili, uccelli) \| \| \| \| |
|         | Mammalia                                                                   |
|         |                                                                            |
|         | Sauropsida (rettili, uccelli)                                              |
|         |                                                                            |

|  | Mammalia                      |
|  |                               |
|  | Sauropsida (rettili, uccelli) |
|  |                               |